# D'une seule voix
Pour plus de détails, voir Fiche technique et Distribution.
D'une seule voix est un documentaire français réalisé par Xavier de Lauzanne. Sorti le 11 novembre 2009, il est construit autour de la tournée musicale du même nom.

## Synopsis
En 2006, des musiciens israéliens et palestiniens, juifs, chrétiens et musulmans sont invités en France pour une tournée musicale. La tournée remporte un grand succès. Mais dans les coulisses, rivalités et conflits surgissent.

## Fiche technique
- Titre original : D'une seule voix
- Titre VA : With One Voice
- Réalisation : Xavier de Lauzanne
- Production : Aloest Productions
- Producteur délégué : François-Hugues de Vaumas
- Distribution :  France - Aloest Distribution
- Montage : Florence Ricard
- Mixage son : Mikaël Barre
- Pays de production :  France
- Format : couleur - 1,77:1 - Dolby Digital - Format HD
- Langues: anglais, arabe, français, hébreu
- Genre : documentaire
- Durée : 88 minutes
- Date de sortie :
  - France : 11 novembre 2009

## Vie du film
Le film a été sélectionné et primé dans plusieurs festivals de films, notamment en France et aux États-Unis.
- Festival International de Palm Beach - Meilleur documentaire[2],
- Festival International de Houston - Platinum award[3],
- Festival du film d'éducation d'Évreux - Grand Prix[4],
- Festival international du scoop et du journalisme d'Angers - Prix « Art et culture »[5],
- FIGRA (Festival International du Grand Reportage d'Actualité) à Le Touquet - Prix « Autrement vu »[6].
- Festival International de Grenade - Sélection officielle[7],
- Festival International Cinéma Vérité de Paris - Sélection officielle[8],
- FIPA,
- Festival international du film des droits de l'homme (Paris)[9],
- Festival international du film de Tiburon (États-Unis)[10],
- Festival du film sur les droits de la personne de Montréal[11]

## Artistes suivis dans le documentaire
- Jean-Yves Labat de Rossi est l'organisateur de la tournée musicale. Sous le pseudonyme de Mister Frog, Jean-Yves Labat de Rossi est dans les années 1970 un rocker à succès aux États-Unis. Il joue avec les musiciens du groupe Utopia. Il fréquente Woodstock et mène une vie « sex, drug and rock'n’ roll »[12]. En 1994, en pleine guerre de Bosnie-Herzégovine il reforme la chorale éclatée de Sarajevo – alors composée de Serbes, de Croates et de Bosniaques.  Il les fait chanter dans la cathédrale de la ville. Puis, il les exfiltre par le tunnel de l’aéroport en direction de la France. Sept ans plus tard, il choisit de renouveler l'expérience en invitant en France des musiciens d'Israël et de Palestine[13].

- Atef, musulman palestinien, est le directeur musical de l’Ensemble musical de Palestine. Composé de vingt-six musiciens (comme le « Jerusalem Oratorio Chamber Choir »), cet ensemble est le premier orchestre professionnel palestinien. Créé en 2005, il s’est fixé comme objectif de réunir les meilleurs musiciens de la Bande de Gaza. Il se consacre particulièrement au répertoire de la musique traditionnelle palestinienne. La tournée « D’une seule voix » sera, pour ces artistes, la première et la dernière occasion de se produire hors de Palestine, puisque le groupe a ensuite été dissous par le Hamas[14].

- Haggy, juif israélien, est chef de chœur du « Jerusalem Oratorio Chamber Choir »[15] qui réunit vingt-six chanteurs. Le répertoire de ce chœur, considéré comme l’un des meilleurs du pays, s’étend d’œuvres de la pré-Renaissance jusqu’à des œuvres contemporaines, en passant par des arrangements pour chœur de musique traditionnelle.

- Limor, juive israélienne, est la chanteuse du groupe « Ashira »[16] composé de musiciens juifs et arabes israéliens. Ce groupe évolue dans le genre électro-acoustique, fusion de registres musicaux traditionnels et contemporains, teinté d’intonations orientales.

- Le chœur d’enfants de Taibeh (chrétiens palestiniens) et le chœur Efroni (juifs israéliens) participent également à la tournée. Situé à trente kilomètres au Nord de Jérusalem, à proximité de Ramallah, Taibeh est un village palestinien de mille cinq cents habitants, tous chrétiens. Au sein de l’église latine, une chorale d’enfants et de jeunes (9 à 16 ans) a pris son essor depuis le début des années 2000. Fondé en 1980 par Maya Shavit et placé sous sa direction, le Chœur Efroni est quant à lui composé de jeunes filles juives israéliennes. Elles sont âgées de 12 à 18 ans et sont principalement issues de milieux ruraux et de kibboutz. Son répertoire comprend des chants traditionnels juifs aussi bien que des œuvres écrites pour le chœur par des compositeurs israéliens contemporains. Seize adolescentes et adolescents, sélectionnés au sein de chacune de ces deux formations, ont été réunis à l’occasion de cette tournée[17].

- Eti et Saz (juive israélienne et arabe israélien) forment un groupe symbolique. Elle est juive israélienne et artiste pop. Lui est arabe musulman et artiste de hip-hop. Enfant prodige de la musique, Eti Castro a commencé à se produire sur scène et à la télévision dès l’âge de six ans. Chanteuse et actrice, elle est aujourd’hui une artiste confirmée en Israël. Samach Zakut (dit Saz) vit à Ramle, une banlieue défavorisée de Tel Aviv. En dépit de la pauvreté et des difficultés, il a décidé de s’en sortir grâce à la musique. Il se produit aujourd’hui aussi bien en Israël, dans les territoires palestiniens, qu’aux États-Unis. Ils chantent ensemble sur un même album intitulé « Master Peace [18]».

## Réception critique
Dans Télérama, Sophie Bourdais souligne la difficulté du film de se faire un écho objectif de l'aventure de la tournée : « Se gardant de tout angélisme, le réalisateur rend compte avec franchise de la redoutable complexité de l'entreprise. […] Comment maintenir la neutralité politique quand il suffit d'un signe équivoque du côté du public, d'une déclaration imprudente d'un musicien, pour mettre - brièvement - le feu aux poudres ? […] Ça tient, pourtant. Des liens se créent, notamment entre les plus jeunes. Les scènes finales montrent les artistes dansant ensemble, dans une sorte de transe euphorique. Belle et fugitive image d'une réconciliation possible, malgré tout ».